# Lola Odelola
Lola Odelola est une ingénieure britannique en génie logiciel et militante reconnue pour son travail visant à promouvoir la diversité dans la technologie. 
Elle est la fondatrice de Blackgirl.tech, une organisation à but non lucratif qui promeut la diversité au sein de l'industrie de la technologie en créant un espace sûr permettant aux femmes d'apprendre et d'explorer la technologie, notamment aux femmes noires et aux personnes non-binaires.

## Biographie

### Formation
En 2011, Odelola étudie la littérature anglaise et l'écriture créative à l'université Kingston. Alors qu'elle cherche un emploi après l'obtention de son diplôme, elle souhaite créer un site web pour présenter ses écrits, mais n'ayant pas les moyens de le financer, elle décide d'apprendre elle-même. C'est en créant son propre site Web qu'elle réalise à quel point elle aime coder, ce qui l'incite à changer de carrière et à s'inscrire à un cours de codage.

### Blackgirl.tech
Après s'être formée à la technologie, Odelola se rend compte que bien que le mot « diversité » soit fréquemment utilisé par les entreprises technologiques, les femmes noires y sont absentes. En réaction, elle crée le site blackgirl.tech en 2014 comme un espace permettant aux femmes noires d'explorer et d'apprendre la technologie. En 2016, elle déclare au site d'informations BuzzFeed : « J'ai grandi dans une zone à prédominance noire, les enfants de ma communauté étaient noirs, les enfants de mon école étaient noirs. J'ai donc été dans un endroit où les gens n'étaient pas mis au défi ou exposés à certaines choses et options de carrière, et je veux faire ma part pour changer cela. Je veux faire découvrir aux filles noires le monde de la technologie ».
En 2016, Lola Odelola dispose pour la première fois d'une équipe dédiée et organise au moins un atelier par mois sur différents langages de codage. Le site blackgirl.tech obtient ensuite un financement de l'organisation 38 Degrees, ce qui lui permet de louer un écran chez RichMix pour héberger une projection privée de Les Figures de l'ombre puis, l'année suivante, du film Black Panther. L'organisation 38 Degrees finance ensuite un programme de bourses. Blackgirl.tech a ainsi encadré et organisé pendant cinq ans des événements auxquels ont participé plus de 300 femmes noires et personnes non binaires.

### Depuis 2018
En 2018, Lola Odelola est invitée à parler de la sous-représentation des femmes dans l'industrie technologique sur BBC Inside Science. 
Lola Odelola produit et anime le podcast « Lost in the Source », où elle parle de son parcours à travers la technologie et explique les concepts techniques. Elle est ingénieur de support principal chez Heroku.

## Reconnaissance
En 2016, Lola Odelola est nommée parmi les meilleures femmes britanniques de moins de 30 ans dans le domaine de la technologie par Code First: Girls.
En 2018, elle est reconnue comme une femme inspirante dans le domaine de la technologie et répertoriée comme modèle féminin du Département du Travail et des Retraites au Royaume-Uni,. En 2019, le magazine américain Computerworld la reconnaît comme l'une des femmes noires les plus inspirantes de la technologie britannique pour son travail sur Blackgirl.tech et ses contributions au projet Ada. Tech Nation la classe parmi les « 50 voix noires les plus inspirantes, les plus importantes et les plus influentes de la technologie britannique ».
En 2021, le cabinet Stem la sélectionne parmi les femmes innovatrices d'aujourd'hui ; elle est salariée de la compagnie Samsung.